# Marius Hedemann
Marius Sophus Frederik Hedemann (født 21. januar 1836 i København, død 24. juni 1903 sammesteds) var en dansk general, søn af Hans Hedemann og bror til Johan Hedemann.

## Uddannelse
Efter at have været landkadet blev han i 1853 sekondløjtnant ved 1. jægerkorps med aldersorden fra året forud, kom i 1855 ind på Den kongelige militære Højskole og tog i 1859 stabsafdelingens afgangseksamen. Han gennemgik derefter de forskellige våbens skoler og var i mellemtiden flere gange til tjeneste ved den topografiske afdeling.

## I krig
Herfra ansattes Hedemann i 1863 som adjudant ved 2. divisions stab og fik i denne ansvarsfulde stilling flere gange lejlighed til at udmærke sig, således under Dybbøls forsvar og kampen 18. april 1864. Efter krigen, under hvilken Hedemann både var blevet premierløjtnant og kaptajn, kom han atter tilbage til den topografiske afdeling, men ansattes i 1868 til tjeneste i Krigsministeriet, i 1870 tillige som adjudant hos krigsministeren.

## Adjudant hos kongen
Året efter blev han adjudant hos Kong Christian IX, hvilket var et bevis på de særlige tillidsbånd mellem kongehuset og slægten Hedemann, og kom i 1876 til tjeneste ved Livgarden som kompagnichef. Under krigen mellem Rusland og Tyrkiet det følgende år var han fra maj til november attacheret den russiske hærs hovedkvarter og fik da kendskab til russiske militærforhold. I 1880 blev Hedemann oberstløjtnant og chef for 23. bataljon, hvornæst han i 1885 blev oberst i Generalstaben og chef for dennes taktiske afdeling.
Under Alexander III af Ruslands ophold her i landet i efteråret 1887 var han attacheret denne fyrste og blev samme år udnævnt til kammerherre. Ved kejser Wilhelms besøg i København 1901 var Hedemann attacheret det tyske statsoverhoved. Hedemann var Storkorsridder af Dannebrog og Dannebrogsmand og bar et stort antal udenlandske ordener.

## Politiker
I 1889 blev Hedemann chef for 6. Regiment i Odense, hvilken by han repræsenterede i Folketinget fra 1887-1892, og i 1893 udnævntes han til kongevalgt medlem af Landstinget samt til generalmajor og chef for Fynske Brigade. Troligt nok forekom partiets Højres stilling i Folketinget ham ikke særlig tilfredsstillende. Han havde på en ret udsat post som militær- og forsvarssagens mand, og nu da man begyndte at trække i land på disse områder, og luften var svanger med forlig med Venstre, er ikke underligt, at Hedemann foretrak sædet i Landstinget som kongevalgt, når lejlighed dertil måtte gives.

## Hærchef
Hans ophold på Fyn varede til 1896, da han udnævntes til generalløjtnant og chef for Generalstaben for 1901 at nå Hærens højeste post som kommanderende general i København. 
I 1898 udnævntes han til medlem af Kommissionen angående de københavnske banegårde, og da spørgsmålet om salget af de dansk-vestindiske øer rejstes i 1902, var han en af salgets skarpeste modstandere. Han døde året efter.

## Privat
Hedemann blev gift 1. gang 27. september 1861 med Sophie Charlotte Johanne Baggesen (24. februar 1835 – 20. oktober 1883), datter af generalmajor Frederik Ludvig August Haller Baggesen, 2. gang 1. september 1885 med Anna Frederikka Petersen (f. 14. september 1835), datter af kommandør Jonas Ramus Petersen.
Han er begravet på Garnisons Kirkegård.
Han er malet 1885 af August Jerndorff (familieeje).
| Efterfulgte: Rasmus Strøm | Folketingsmand for Odense Amts 1. Valgkreds: Odense 1887 – 1892 (H) | Efterfulgtes af: Emil Christiansen |
| Efterfulgte: ?            | Landstingsmand (kongevalgt) 1893 – 24. juni 1903 † (H)              | Efterfulgtes af: ?                 |